# Christiansfeld

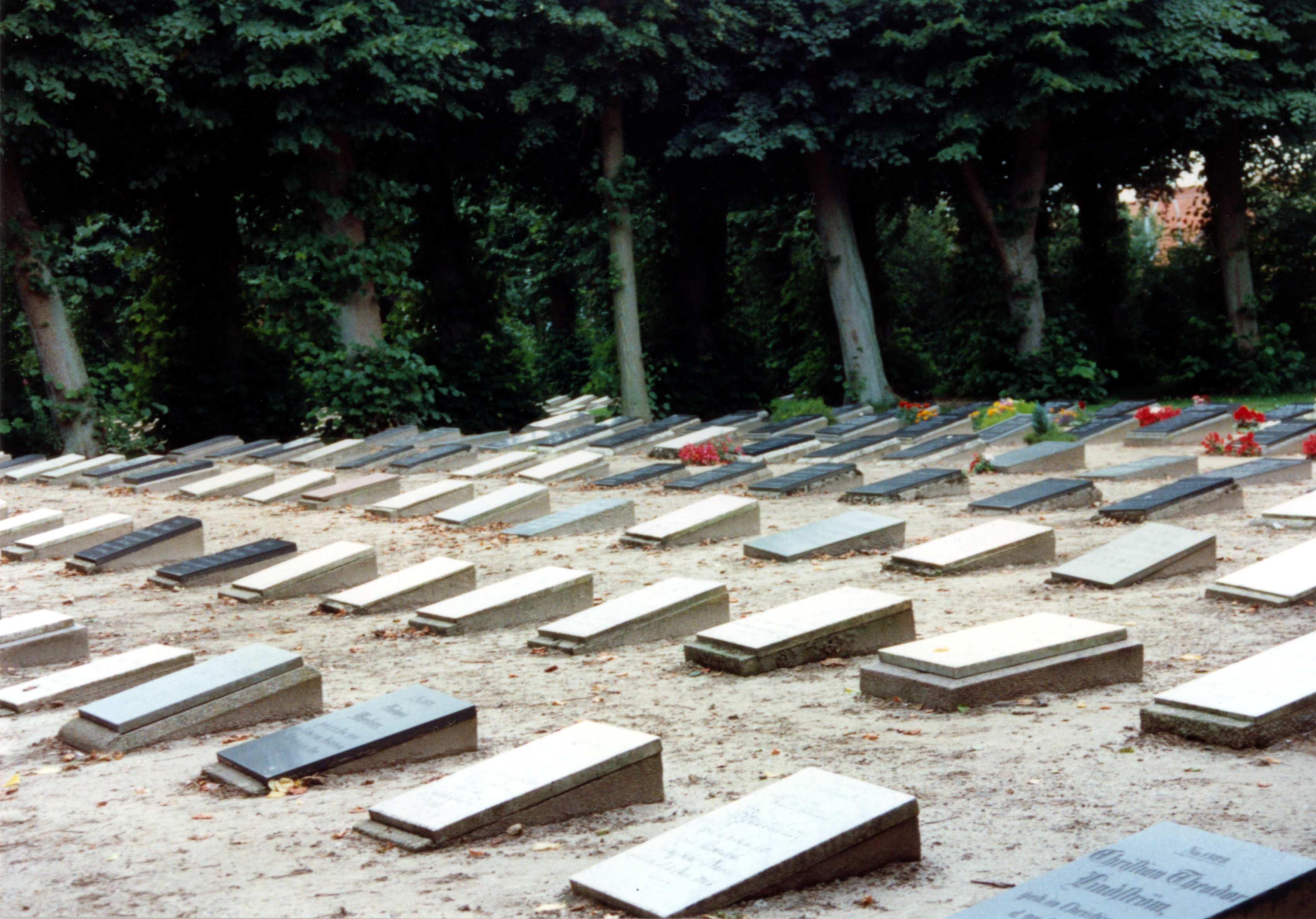
Nghĩa trang nhà thờ cổ.

Christiansfeld là một thị trấn thuộc thị xã Kolding, Nam Jylland, Đan Mạch. Thị trấn có dân số 2.855 người (ngày 1 tháng 1 năm 2014).
Thị trấn được thành lập vào năm 1773 bởi Giáo hội Morava, được đặt theo tên của vị vua Đan Mạch Christian VII.

## Lịch sử
Hầu như toàn bộ các công trình của Christiansfeld được xây dựng vào những năm 1773-1800, tuân thủ theo một quy hoạch chặt chẽ của thành phố. Để khuyến khích xây dựng, vua Christian VII hứa sẽ miễn thuế trong vòng 10 năm và chi trả 10% chi phí xây dựng nhà ở mới cho thị trấn. Đó là một trong nhiều phố chợ (flække) chính thức ở Schleswig.
Năm 1864, Christiansfeld và phần còn lại của Schleswig được nhượng lại cho Phổ, như là một kết quả tất yếu về sự thất bại của Đan Mạch trong Chiến tranh Schleswig lần thứ hai. Christiansfeld vẫn là một phần của Đức cho đến năm 1920 sau khi cuộc Trưng cầu dân ý diễn ra theo Hòa ước Versailles, Vùng Nam Jylland (Bắc Schleswig) đã chọn để tái sáp nhập vào Đan Mạch. Sau khi thống nhất đất nước, Giáo hội Morava bị mất một số quyền của nó đã được xem như một phần sáng lập ra thị trấn trong thế kỷ 18. Ví dụ như, nó không còn khả năng lựa chọn lãnh đạo thị trấn, và đã không còn là một thành viên của Giáo hội vào năm 1920. Giáo hội cũng bán đi trường tại thời điểm này do sự suy giảm số lượng thành viên trong giáo đoàn.
Từ năm 1970 đến năm 2007, thị trấn là trụ sở của thị xã Christiansfeld. Sau cuộc cải cách năm 2007 thị trấn này được sáp nhập vào thị xã Kolding.
Ngày nay, thị trấn là một điểm thu hút du lịch với các địa điểm nổi tiếng như: thành cổ, nhà thờ Morava với các kiến trúc nghệ thuật, tòa thị chính và đặc biệt là nghĩa trang cổ thu hút hàng ngàn khách du lịch mỗi năm. Kiến trúc của thị trấn được bảo quản tốt như là một trong những lý do để thị trấn được đề cử như một Di sản thế giới dự kiến của UNESCO vào năm 1993.
Thị trấn nổi tiếng với món bánh mật ong. Đây là một loại bánh nướng và được làm theo công thức bí mật có từ năm 1783. Cho đến năm 2008, những chiếc bánh nướng này vẫn được nướng trong lò bánh mì thế kỷ 18, sau đó được thay đổi để phù hợp với các tiêu chuẩn vệ sinh, nhưng vẫn sử dụng công thức làm bánh như ban đầu.
Ngày 4.7.2015 thị trấn Christiansfeld đã được UNESCO đua vào danh sách Di sản thế giới